# Bedla dívčí
Bedla dívčí (Leucoagaricus nympharum (Kalchbr.) Bon, 1977) je jedlá houba z čeledi pečárkovitých.

## Synonyma
- Agaricus nympharum Kalchbr., 1873
- Agaricus rhacodes var. puellaris Fr., 1863
- Lepiota nympharum (Kalchbr.) Kalchbr., 1878
- Lepiota puellaris (Fr.) Rea, 1945
- Lepiota densesquamosa Velen., 1920
- Macrolepiota puellaris (Fr.) Moser, 1967
- Macrolepiota nympharum (Kalchbr.) Wasser, 1985

## Vzhled

### Makroskopický
Klobouk má v průměru 4-10 cm. Zpočátku téměř kulovitý, později sklenutý až plochý s nízkým hrbolem na středu. Klobouk je na bílém podkladě pokrytý zpočátku bílými, později hnědavými, velkými a odstátými šupinami. Závoj je bílý, blanitý.
Lupeny jsou husté, vysoké a odsedlé. Barva je bílá, ve stáří špinavě růžová. Lupeny pomačkáním hnědnou.
Třeň je válcovitý, dole hlízovitě rozšířený. Barva je v mládí bělavá, v dospělosti zahnědlá, nežíhaná. Dřevnatý a rourkovitě dutý.
Dužnina je bělavá, ve třeni na řezu slabě růžoví. Chuť je příjemná, vůně slabě ředkvová.

## Výskyt
Bedla dívčí roste od července do října v humózních jehličnatých lesích.

## Nejčastější záměny
Podobná je taktéž jedlá bedla červenající, která na řezu rychle červená a poté hnědne a nemá ředkvovou vůni.